# Paa
Paa é um género de anfíbio anuro pertencente família Ranidae.

## Espécies
- Paa annandalii (Boulenger, 1920)
- Paa arnoldi (Dubois, 1975)
- Paa barmoachensis (Khan et Tasnim, 1989)
- Paa blanfordii (Boulenger, 1882)
- Paa boulengeri (Günther, 1889)
- Paa bourreti (Dubois, 1987)
- Paa chayuensis (Ye In Sichuan Institute of Biology Herpetology Department, 1977)
- Paa conaensis (Fei et Huang In Huang et Fei, 1981)
- Paa ercepeae (Dubois, 1974)
- Paa exilispinosa (Liu et Hu, 1975)
- Paa fasciculispina (Inger, 1970)
- Paa feae (Boulenger, 1887)
- Paa hazarensis (Dubois et Khan, 1979)
- Paa jiulongensis (Huang et Liu, 1985)
- Paa liebigii (Günther, 1860)
- Paa liui (Dubois, 1987)
- Paa maculosa (Liu, Hu et Yang, 1960)
- Paa medogensis Fei et Ye In Fei, 1999
- Paa minica (Dubois, 1975)
- Paa mokokchungensis (Das et Chanda, 2000)
- Paa polunini (Smith, 1951)
- Paa rarica Dubois, Matsui et Ohler, 2001
- Paa robertingeri (Wu et Zhao, 1995)
- Paa rostandi (Dubois, 1974)
- Paa shini (Ahl, 1930)
- Paa spinosa (David, 1875)
- Paa sternosignata (Murray, 1885)
- Paa taihangnicus Chen et Jiang, 2002
- Paa verrucospinosa Bourret, 1937
- Paa vicina (Stoliczka, 1872)
- Paa yei Chen, Qu et Jiang, 2002
- Paa yunnanensis (Anderson, 1879)